# Rubus henryi
Rubus henryi är en rosväxtart som beskrevs av William Botting Hemsley och Kuntze. Rubus henryi ingår i släktet rubusar, och familjen rosväxter. Utöver nominatformen finns också underarten R. h. sozostylus.

## Bildgalleri

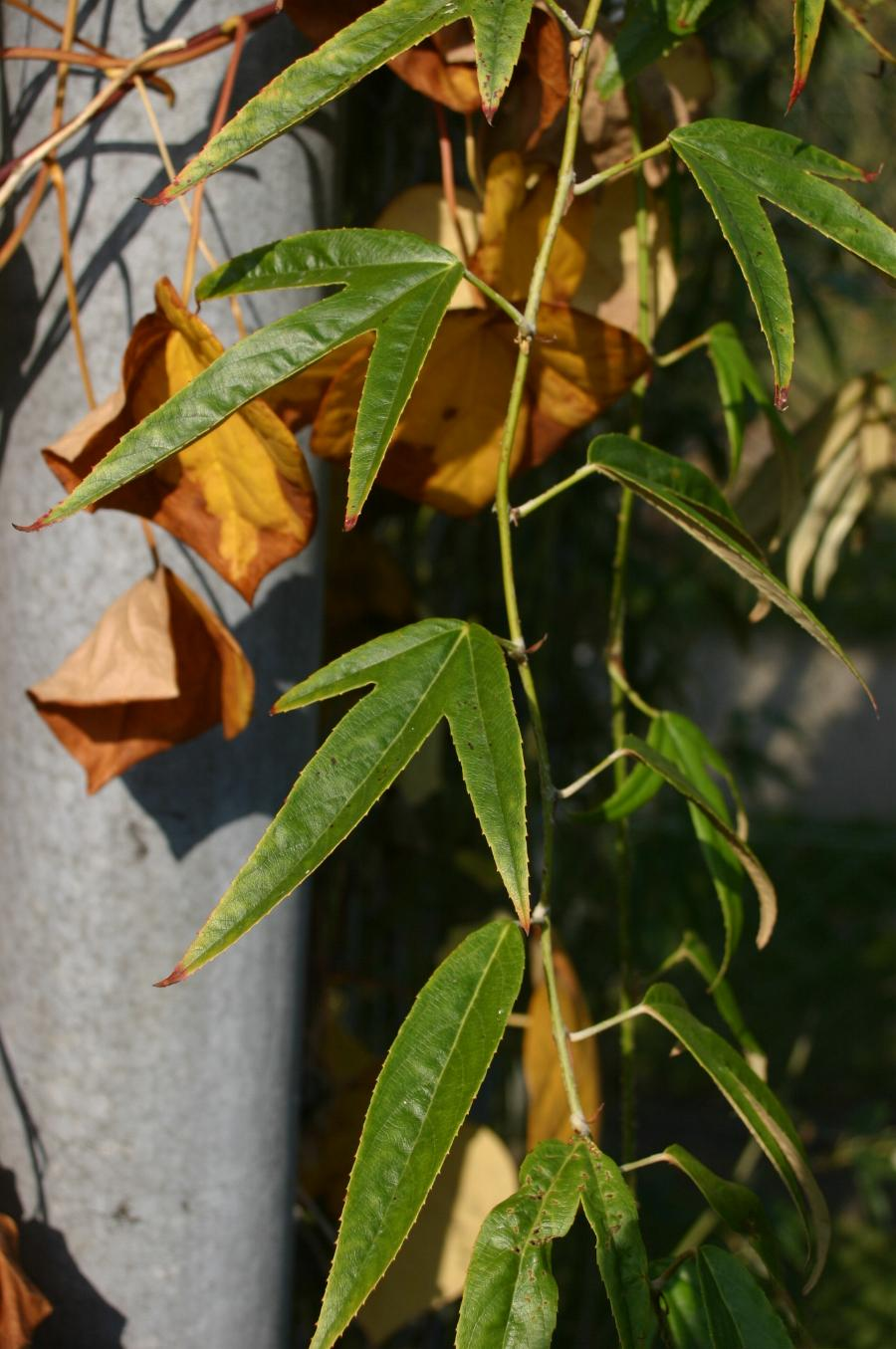
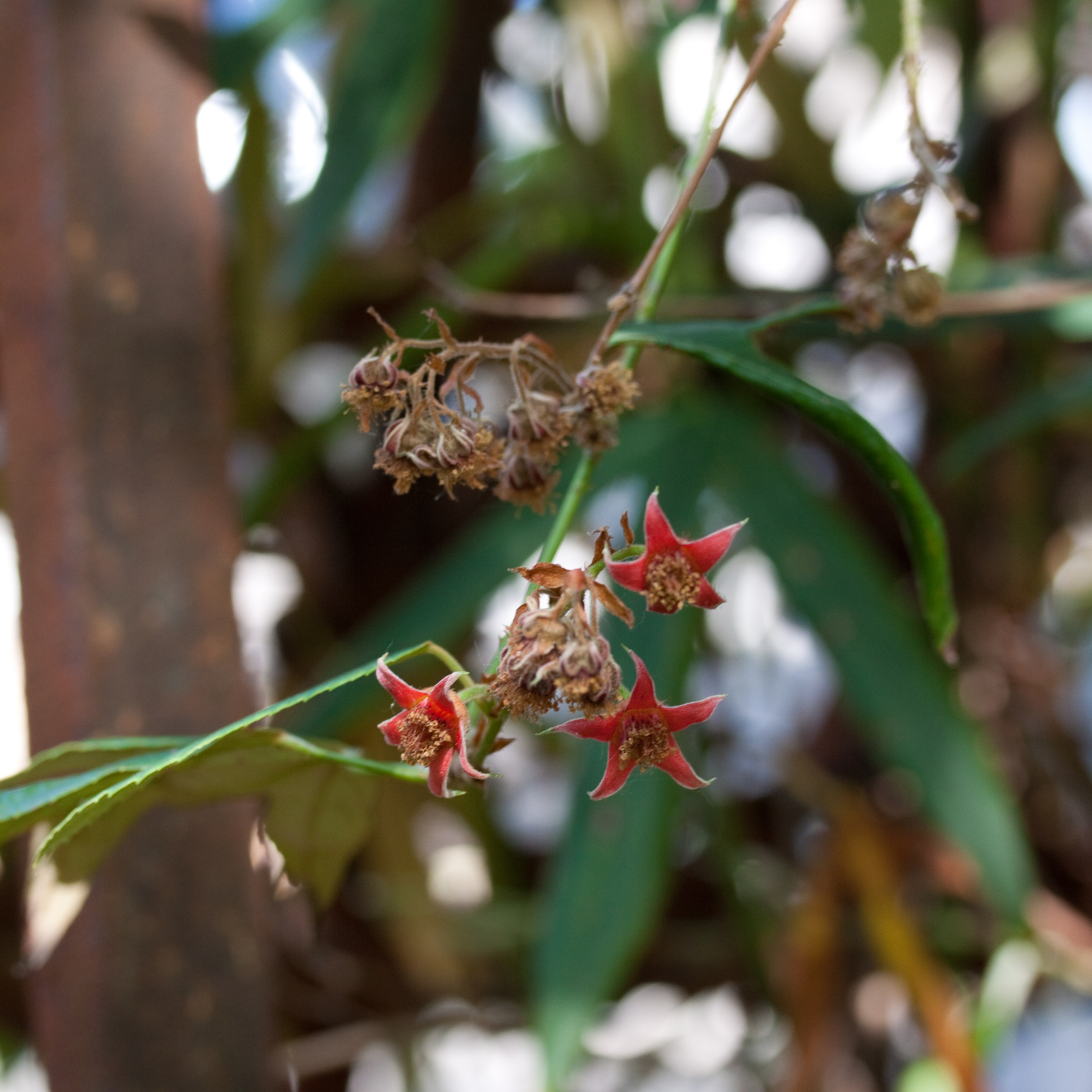
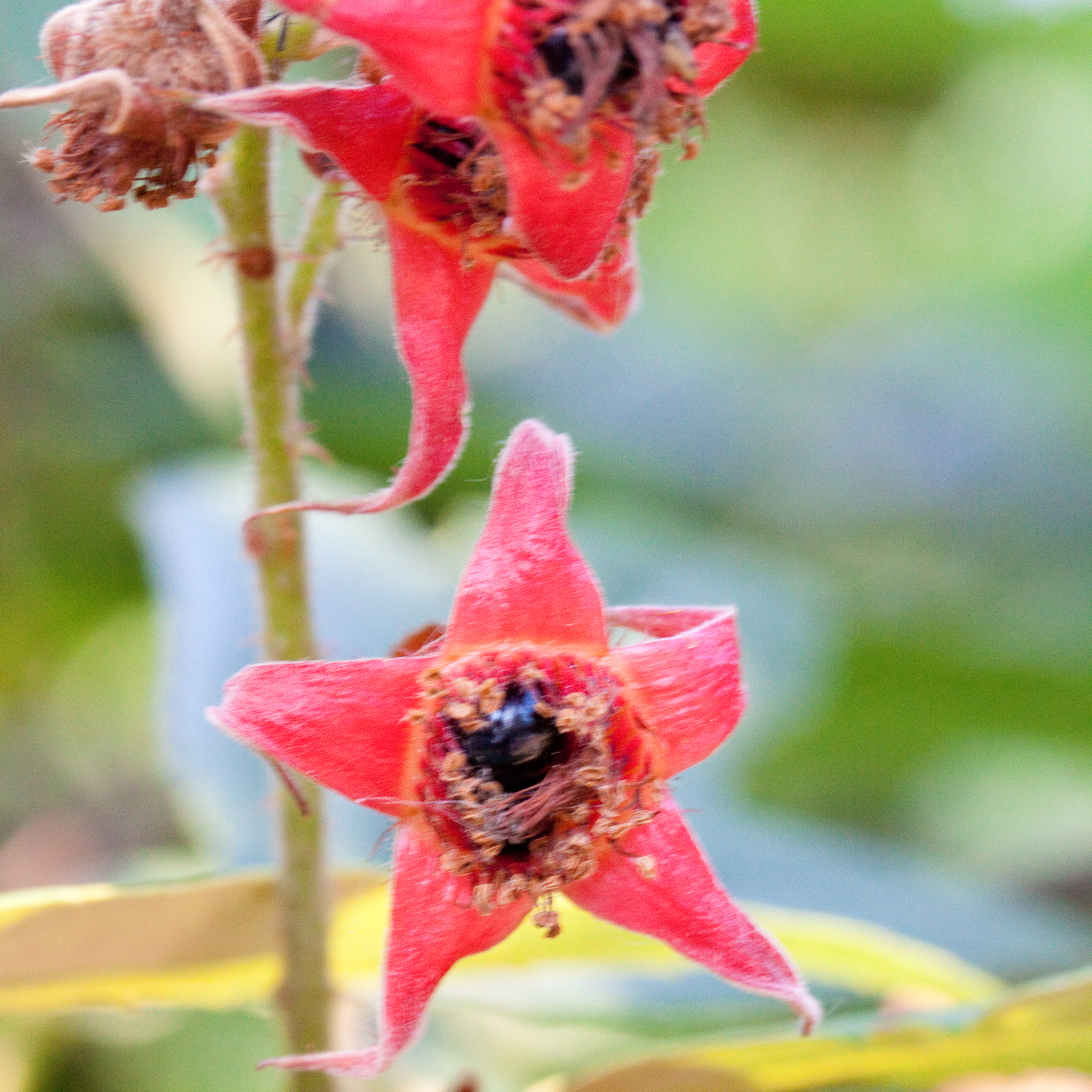
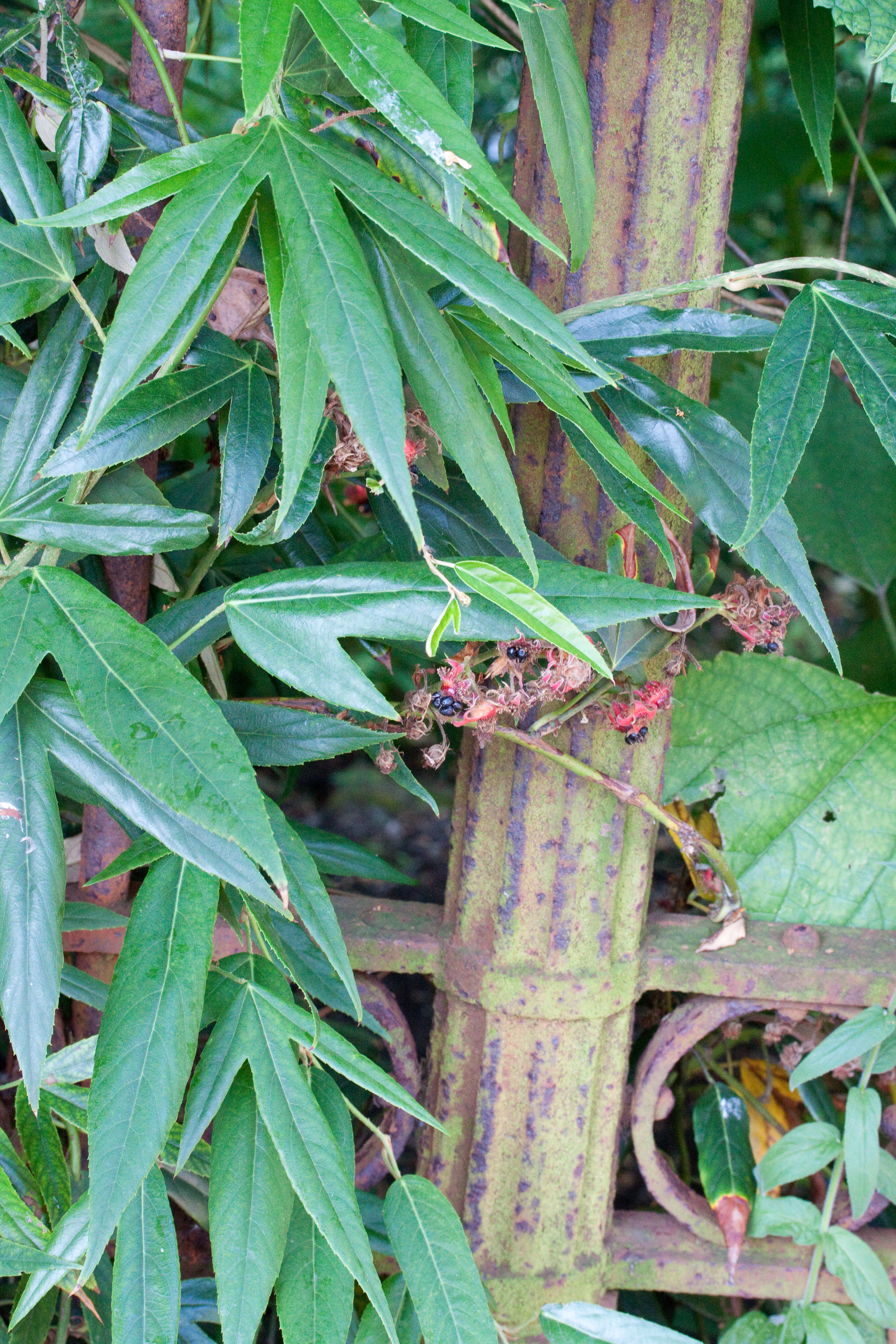
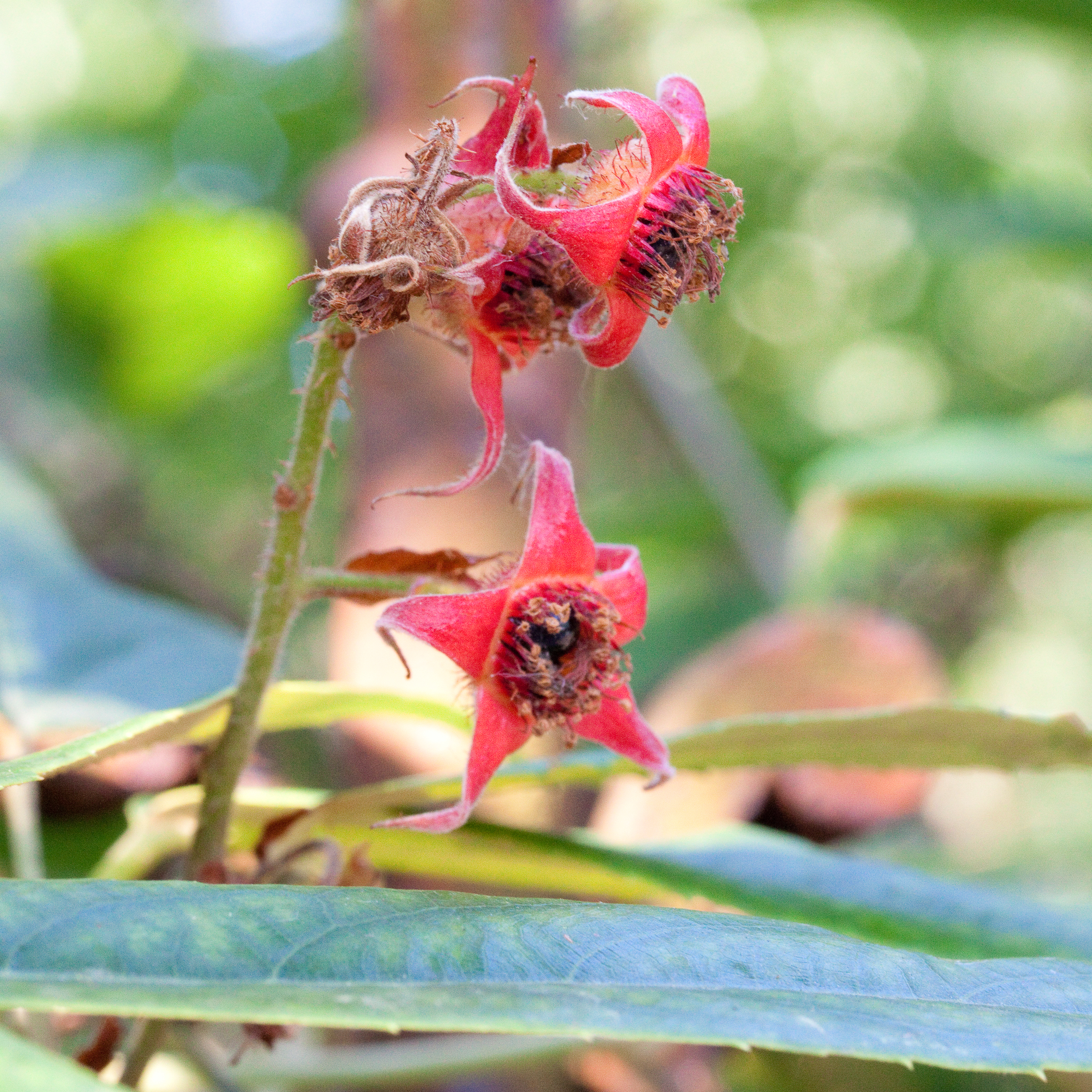